# Garzaia

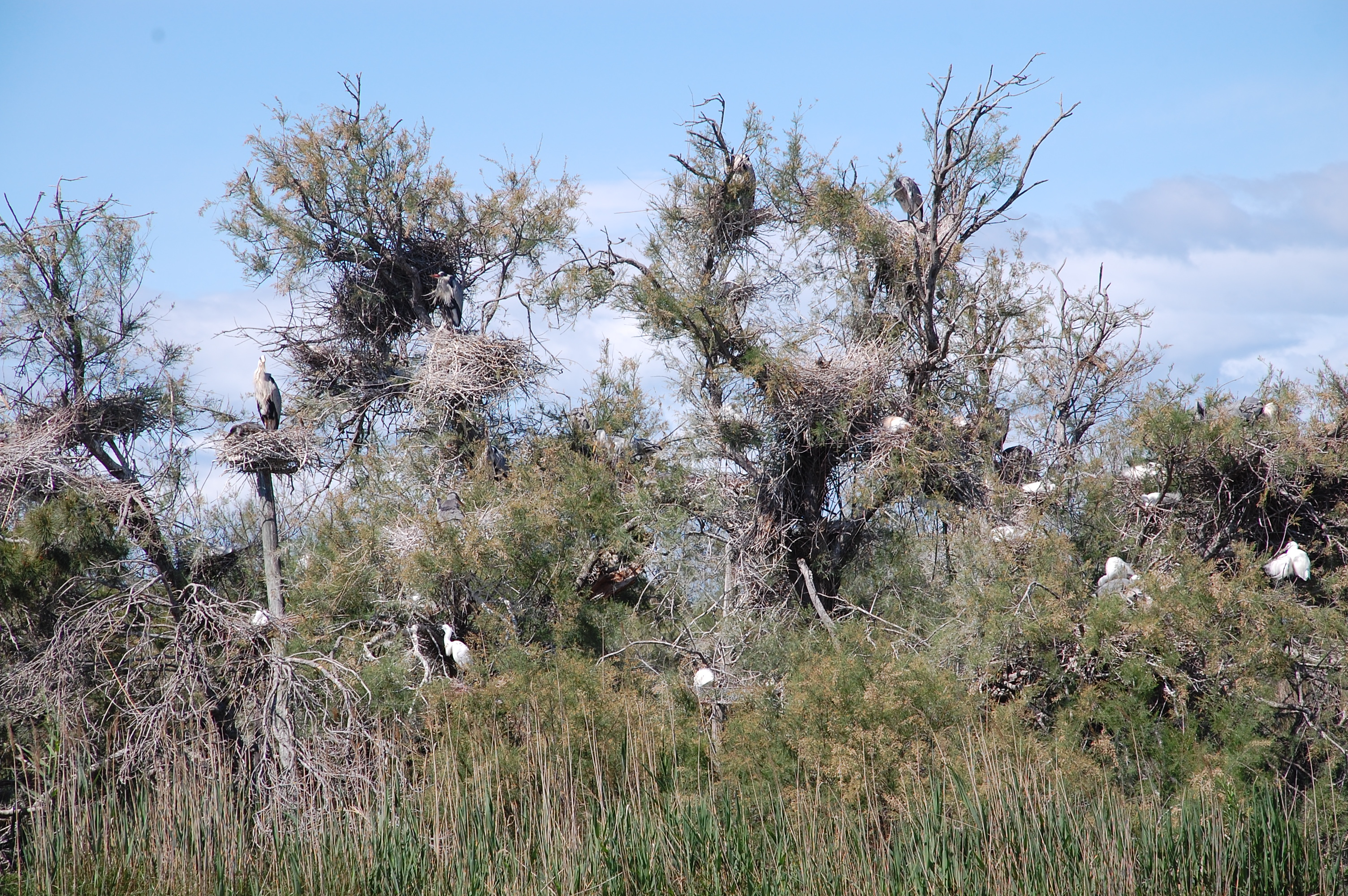
Garzaia in Camargue

La garzaia è il luogo in cui nidificano collettivamente diverse specie di aironi (fam. Ardeidae) con abitudini coloniali. Diverse specie di Ardeidi, infatti, prediligono costruire i nidi molto vicini, anche sullo stesso albero o arbusto a distanza di pochi metri dal nido limitrofo. La garzaia si trova spesso all'interno di un'area limitata e difficilmente accessibile, generalmente costituita da un bosco umido con terreno paludoso o da un salicornieto o da un canneto.

## I vantaggi della vita di gruppo
Circa i vantaggi che offre la vita coloniale, gli studiosi hanno formulato delle ipotesi che sono state in parte dimostrate dopo anni di osservazioni sul campo. Queste ipotesi riguardano soprattutto la ricerca di cibo, la difesa dai predatori ed il successo della riproduzione.

### Ricerca di cibo
Sul primo argomento l'ipotesi più attendibile è la seguente: gli uccelli che non hanno trovato una buona fonte di cibo possono seguire un altro individuo che in quel giorno è stato più fortunato. Seguendolo durante il volo dalla colonia alle zone di alimentazione molti uccelli possono individuare rapidamente le zone dove è più abbondante il cibo.

### Difesa dai predatori
Per quanto riguarda la difesa, anche se le colonie sono molto vaste e quindi facili da trovare, gli uccelli coloniali sviluppano i loro territori comuni in zone inaccessibili ai predatori come isole, pareti rocciose e paludi.
Sebbene le specie di Ardeidae che formano colonie più grandi pongano i nidi a distanze ravvicinate, non vi sono comportamenti di difesa collettiva più sviluppati.

### Successo della riproduzione
Per quanto riguarda la riproduzione si è visto che nelle colonie più numerose le deposizioni delle uova avvengono in modo più sincronizzato e la riuscita della riproduzione è più elevata. Il vantaggio, potrebbe derivare dal fatto che, essendo la deposizione sincronizzata e la risorsa alimentare costituita dalle uova disponibile solo per un tempo limitato, la predazione sui nidi è minore perché il predatore può prelevare meno uova.

## Popolazioni e loro protezione in Italia
In Italia il censimento delle garzaie del 2002 ha rilevato 290 garzaie con un numero complessivo di nidi che superava le 60.000 unità. I censimenti del 2008 e 2011 hanno rilevato una sostanziale stabilità delle popolazioni con l'eccezione dell'Airone guardabuoi, in netto aumento e con la nidificazione sporadica dell'Airone bianco maggiore. La Nitticora ha invece fatto registrare una riduzione rilevante del numero di coppie nidificanti, soprattutto nell'area delle risaie della Lombardia e del Piemonte. In Lombardia sono numerose le garzaie dichiarate monumenti naturali, in Piemonte si è privilegiata la proposta di classificazione come siti di interesse comunitario (pSIC). In Toscana, presso le aree protette individuate in zone umide e denominate padule sono garzaie, accade per esempio nel Padule di Fucecchio, in cui è stata riscontrata la nidificazione dell'airone bianco maggiore.
Tra di esse vi sono:
Lombardia
- Monumento naturale Garzaia della Cascina Notizia
- Monumento naturale Garzaia della Cascina Verminesca
- Monumento naturale Garzaia della Cascina Villarasca
- Monumento naturale Garzaia della Rinalda
- Monumento naturale Garzaia di Celpenchio
- Monumento naturale Garzaia di Sant'Alessandro

Piemonte
- Garzaie novaresi (ZPS IT1150010)
- Garzaia di Carisio (SIC, ZSC, ZPS IT1120005)
- Garzaia del rio Druma (SIC, ZPS IT1120014)
- Lama del Badiotto e Garzaia della Brarola (ZPS IT1120025)
- Garzaie del Torrente Orba (SIC, ZSC, ZPS IT1180002)
- Garzaia di Valenza
- Garzaia di San Bernardino - Morghengo (Caltignaca)
- Garzaia di San Marco sul Torrente Rovasenda
- Garzaia della Valle Bormida
- Isolone di Bertolla
- Garzaia di Villarboit
- Isolone di Oldenico

Toscana
- Padule di Fucecchio